# Ковальов Харитон Антонович
Харитон Антонович Ковальов (нар. 1913, село Новорозсош, нині Плотина Старобільського району Луганської області — загинув 3 жовтня 1961, Луганська область) — український радянський діяч, новатор виробництва, шахтар, вибійник шахти № 10 імені Артема тресту «Ворошиловвугілля» Луганської області. Депутат Верховної Ради УРСР 4—5-го скликань.

## Біографія
Народився у родині селянина. Трудову діяльність розпочав у 1929 році учнем вибійника шахти № 10 тресту «Ворошиловвугілля» на Луганщині. З 1930 року працював вибійником шахти № 10 імені Артема тресту «Ворошиловвугілля» Ворошиловградської області.
Учасник німецько-радянської війни. До 1945 року служив у Червоній армії. Після демобілізації повернувся на шахту.
У 1945 — жовтні 1961 року — вибійник шахти № 10 імені Артема тресту «Ворошиловвугілля» Ворошиловградської (Луганської) області. Трагічно загинув 3 жовтня 1961 року.

## Нагороди
- орден Трудового Червоного Прапора
- медаль «За доблесну працю у Великій Вітчизняній війні 1941-1945 рр.»